# Sendero de Chile

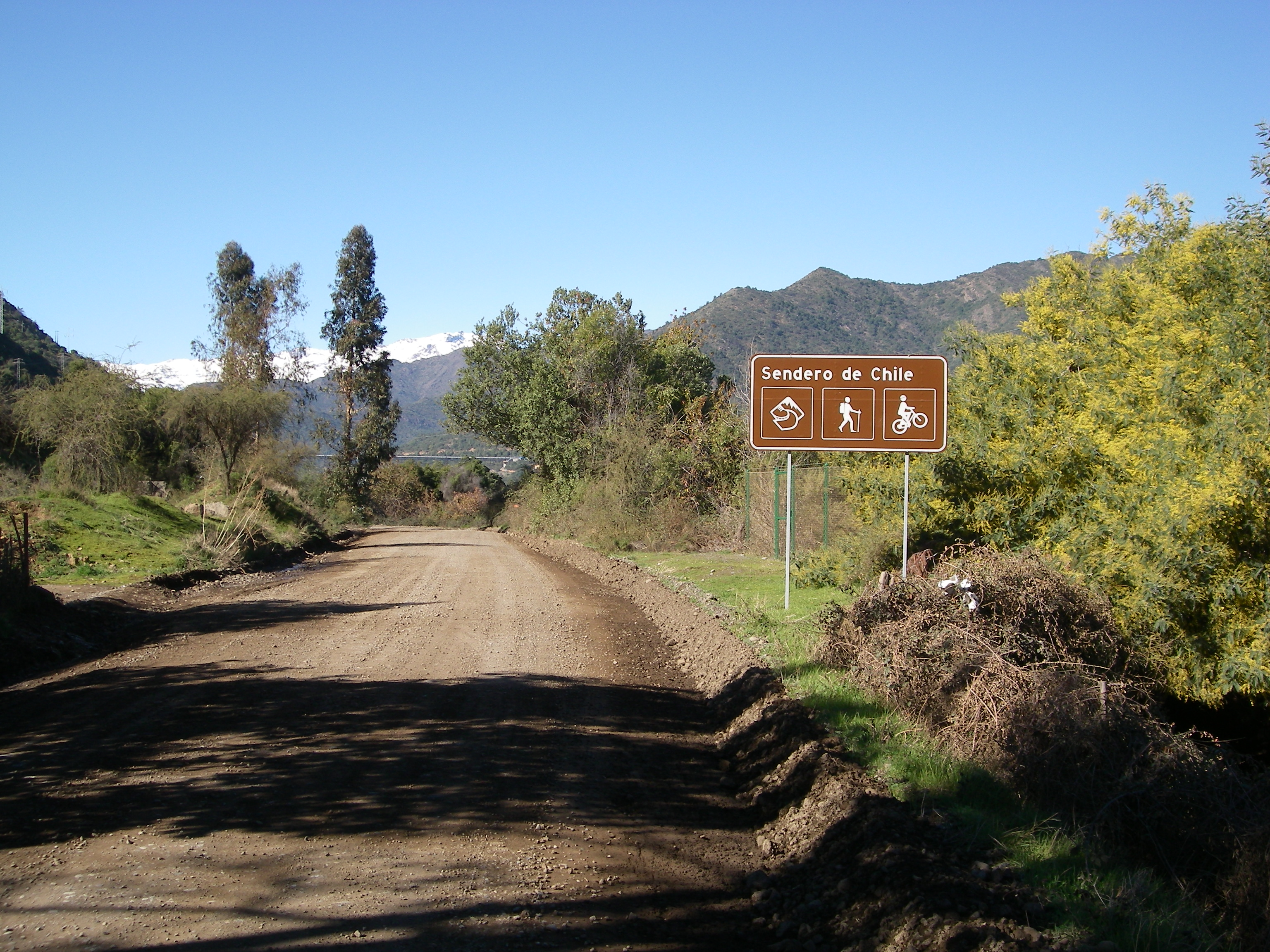
Sendero de Chile en la precordillera de Machalí.

El sendero de Chile fue el nombre de un conjunto de sendas y rutas que atravezaban el territorio de dicho país de norte a sur y que estaban habilitadas para la práctica del senderismo. También es el concepto que definió a la  desaparecida  Fundación Sendero de Chile como parte integral de su funcionamiento, que realizaba el trabajo político y técnico, con presupuesto propio (fondos gubernamentales y donaciones privadas). El fin de esta institución fue  contribuir a la protección de la naturaleza a través de la generación de un espacio de acceso público que permitía a la ciudadanía acceder, conocer y valorar el patrimonio natural de Chile. Fue heredera del programa del mismo nombre realizado por la Comisión Nacional de Medio Ambiente, actual Ministerio del Medio Ambiente de Chile, durante 2000 y 2008.

## Historia

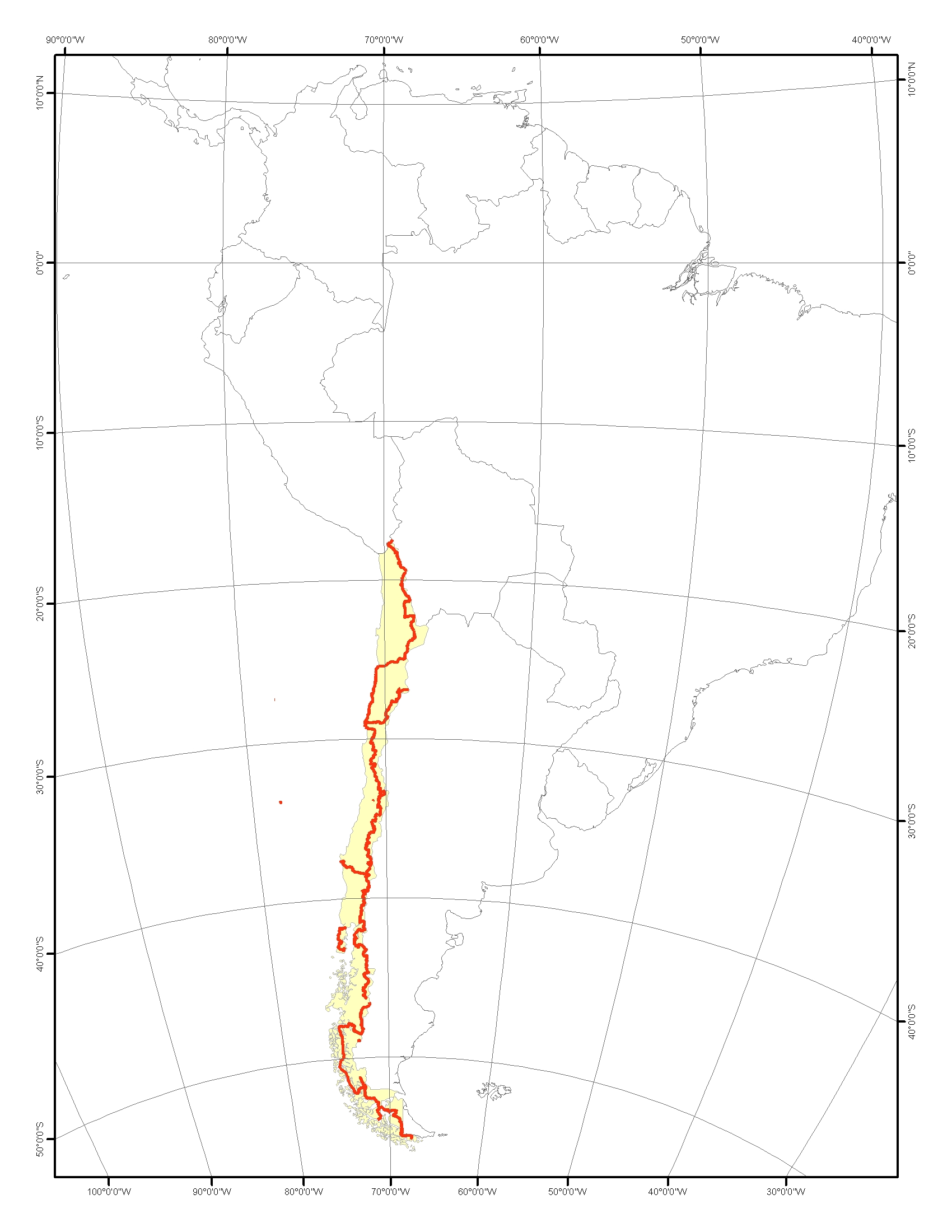
Mapa que señala el camino en rojo.

En la cuenta anual del 21 de mayo de 2000, el entonces presidente de Chile, Ricardo Lagos, anunció la creación de un programa de gobierno para la construcción de un sendero, cuyo emplazamiento sería preferentemente en la precordillera y cordillera de los Andes, coordinado y financiado por la Comisión Nacional del Medio Ambiente, la cual también actuaría como ente técnico.
Se establece una mesa técnica nacional (que incluye diversos organismos de gobierno como  SERNATUR, CONAF y MINEDUC), que coordina la Comisión Nacional del Medio Ambiente, estableciendo esta última una unidad técnica la que en primera instancia es incluida en el Departamento de Educación y Participación Ciudadana. Posteriormente, en 2004, es establecida como unidad del Departamento de Protección de los Recursos Naturales. Esta unidad técnica es representada a nivel regional por un Coordinador, el cual reproduce la mesa técnica a nivel regional. En estas fechas ya se tienen habilitados cerca de 1500 km de senderos.
En 2006, a través de una recomendación de SEGPRES, se establece un Concurso Público, para elegir un Gerente Nacional del programa, que actúa como coordinador político y técnico de la iniciativa frente a la Comisión Nacional del Medio Ambiente y la mesa técnica del programa. El resultado de este concurso público fue la elección de Sebastián Infante de Tezanos como Gerente Nacional del programa.
En 2009, desde la Mesa Técnica nacional, se recomienda el establecimiento de una organización que hereda la iniciativa y que sea financiada desde el gobierno. Esta recomendación ha dado lugar a la creación de la Fundación Sendero de Chile, siendo sus fundadores Álvaro Sapag y Óscar Santelices, entonces director ejecutivo de la Comisión Nacional del Medio Ambiente y Director Nacional del Servicio Nacional de Turismo, respectivamente. Esto obliga a la creación de un directorio nacional, en que se involucran diversas personalidades del ámbito público y privado como miembros de directorios de empresas y autores de libros. De este directorio se elige un miembro que actúa como presidente del directorio el cual es Rodrigo Jordán, director de varios organizaciones como la Fundación Superación de la Pobreza.

## Organización

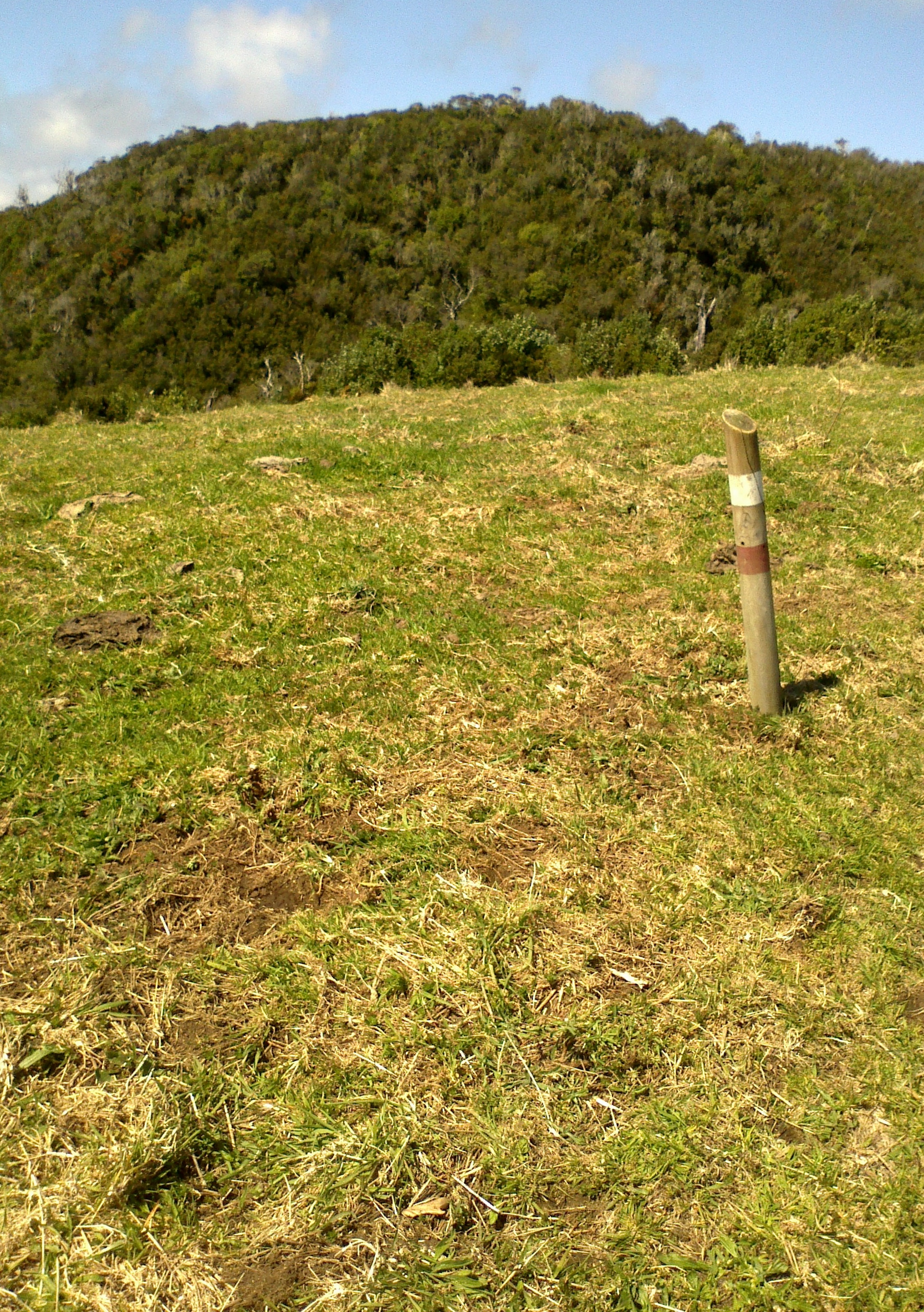
Indicador de ruta en el sector de Duhatao, costa occidental de Chiloé

Hasta 2008, el programa está incluido como unidad del Departamento de Protección de los Recursos Naturales de CONAMA, y compuesto por un equipo de Gerencia Nacional y 13 Coordinadores regionales, además de los consultores externos que desarrollan proyectos de arquitectura y logística, entre otros temas.
En 2010, con el establecimiento de la Fundación, se organiza en cuatro divisiones: Desarrollo y Proyectos; Presupuesto y fondos; Comunicaciones y Comercial.